# Sopwith Baby
Sopwith Baby – brytyjski dwupłatowy wodnosamolot rozpoznawczy i bombowy z czasów I wojny światowej.

## Historia
Samolot Sopwith Baby opracowano w wytwórni lotniczej Sopwith Aviation Company jako rozwinięcie Sopwith Tabloid i jego pływakowej wersji Sopwith Schneider, zwycięzcy Pucharu Schneidera z 1914 roku. Pierwszych 12 maszyn Schneider zostało zamówionych przez Royal Naval Air Service (RNAS) w styczniu 1915 i dostarczone przez wytwórnie do maja tegoż roku. Ogółem do 1916 roku zakłady Sopwith dostarczyły RNAS 136 samolotów Schneider.
Próby wykorzystania wodnosamolotów Sopwith Schneider do zwalczania niemieckich sterowców operujących nad Morzem Północnym wykazały ich wady jako samolotów wojskowych: niedostateczną prędkość wznoszenia, słabe uzbrojenie i nie najlepsze właściwości podczas startu i lądowania na powierzchni morza. W trakcie eksploatacji okazało się również, że wadliwie skonstruowane pływaki wodnosamolotu powodują wypadki w trakcie wodowania.

Silnik Clerget 9B eksponowany w MLP w Krakowie

Modyfikacje samolotu Schneider, wraz z instalacją nowego, mocniejszego silnika rotacyjnego Clerget 9Z o mocy 110 KM stały się przyczyną powstania nowego typu wodnosamolotu, który otrzymał oficjalną nazwę Sopwith Baby. Poza nowym silnikiem i pływakami o zmodyfikowanym kształcie głównymi różnicami w stosunku do poprzednika było zastosowanie lotek w miejsce elastycznych końcówek krawędzi spływu, usterzenie pionowe o zwiększonej powierzchni oraz, w późniejszych egzemplarzach, zmiana kształtu okapotowania silnika.
Samoloty Baby były produkowane zarówno przez macierzystą wytwórnię, jak i zakłady Blackburn Aircraft, Parnall i Fairey (w dwu ostatnich jako zmodyfikowana wersja pod nazwą Fairey Hamble Baby). Ogółem wyprodukowano 286 samolotów Baby i 180 Hamble Baby. Produkcją licencyjną podjęły włoskie zakłady Ansaldo, niewielka liczba samolotów budowana była także w Norwegii.

## Konstrukcja
Sopwith Baby był dwupłatowym wodnosamolotem pływakowym z dwoma głównymi pływakami pod skrzydłami oraz dodatkowym zamocowanym pod usterzeniem. W celu umożliwienie startu z pokładów startowych okrętów, możliwe było użycie podwozia kołowego, odrzucanego po starcie. Konstrukcja maszyny była drewniana, kryta płótnem i częściowo blachą. Napęd stanowił silnik rotacyjny Clerget 9Z o mocy 110 KM lub Clerget 9B 130 KM (w późniejszych samolotach budowanych w Blackburn Aircraft). Podstawowym uzbrojeniem strzeleckim był karabin maszynowy Lewis kal. 7,7 mm, instalowany nad kabiną pilota na górnym płacie lub synchronizowany na osłonie silnika. Ponadto samolot mógł przenosić pod skrzydłami dwie bomby po 28 kg lub cztery lżejsze.

## Służba
Samoloty Sopwith Baby, ze względu na małe rozmiary, mogły być używane nie tylko z pokładów dużych okrętów, ale także przenoszone przez mniejsze jednostki, jak trałowce czy stawiacze min. Poza RNAS Baby były także używane przez dywizjony lotnictwa morskiego Royal Air Force. Ich głównymi zadaniami było rozpoznanie na rzecz Royal Navy, bombardowanie celów na wybrzeżu przeciwnika oraz zwalczanie niemieckich sterowców. Używające wodnosamolotów Baby dywizjony RAF i RNAS stacjonowały nie tylko w Wielkiej Brytanii, ale także na wybrzeżu francuskim, wyspach greckich, we Włoszech i w Egipcie.
Sopwith Baby stanowiły główne wyposażenie brytyjskich transportowców wodnosamolotów operujących w czasie I wojny światowej na Morzu Północnym i Atlantyku. Z innych większych okrętów posiadały je m.in. monitor HMS „Roberts”, krążowniki HMS „Lowestoft”, HMS „Doris”, HMS „Endymion” i HMS „Minerva”, australijski krążownik HMAS „Brisbane”, stawiacz min HMS „Princess Margaret”. Eksperymentalnie próbowano wykorzystać do przenoszenia wodnosamolotów okręt podwodny HMS E22, przenoszący na specjalnie zabudowanej platformie dwie maszyny Schneider, jednak próby prowadzone w kwietniu 1916 roku zakończyły się fiaskiem.
Sopwith Baby były także używane przez lotnictwo wojskowe Kanady, Francji, Grecji, Włoch, Norwegii i Chile. Norweska flota przeprowadzała na przełomie lat 20. i 30. próby ze stacjonowaniem dwóch wodnosamolotów na pancerniku obrony wybrzeża „Tordenskjold”. Samoloty te w 1928 roku brały udział w poszukiwaniach zaginionego w Arktyce Roalda Amundsena.